# Irving, Texas
Irving, Texas là một thành phố ở quận Dallas, bang Texas, Hoa Kỳ. Theo điều tra dân số Hoa Kỳ 2010, thành phố có dân số 216.290 người. Đây là thành phố lớn thứ 94 Hoa Kỳ theo dân số.
Thành phố Irving nằm trong vùng đô thị Dallas–Fort Worth–Arlington. Sân bay quốc tế Dallas/Fort Worth nằm ở trong khu vực thành phố Virving.